# آیت هادی
آیت هادی (به فرانسوی: Ait Hadi) یک منطقهٔ مسکونی در مراکش است که در مراکش تانسیفت الحوز واقع شده‌است.

## خصوصیات
آیت هادی ۶٬۳۳۳ نفر جمعیت دارد.